# Nackt unter Wölfen

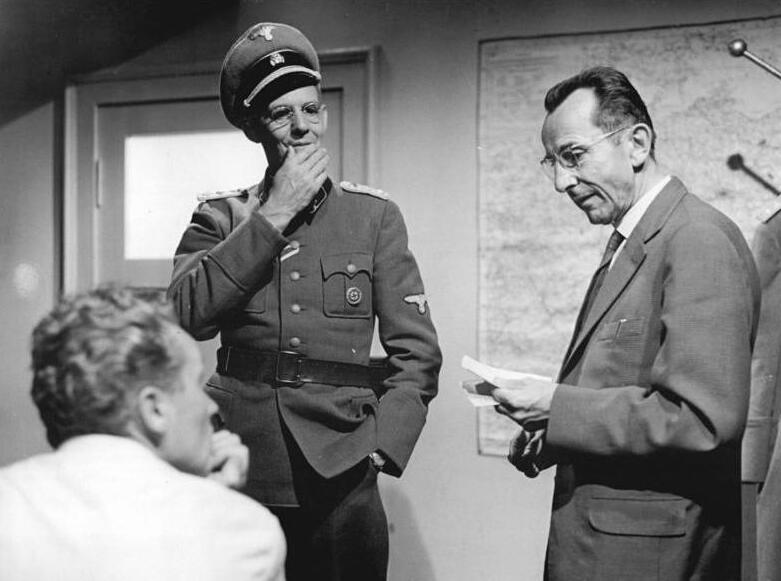
Bruno Apitz (rechts) während der Dreharbeiten zu „Nackt unter Wölfen“ von 1963

Nackt unter Wölfen ist ein Roman der DDR-Literatur von Bruno Apitz, der 1958 erstmals beim Mitteldeutschen Verlag erschienen ist. Er wurde mittlerweile dreimal verfilmt: 1960 von Georg Leopold für den Deutschen Fernsehfunk, 1963 von Frank Beyer für die DEFA und 2015 von Philipp Kadelbach für den MDR.

## Inhalt
Der Roman spielt im Zeitraum Februar bis April 1945 im Konzentrationslager Buchenwald. Ein jüdischer Häftling schmuggelt – in einem Koffer – ein etwa dreijähriges Kind ins Lager. Das illegale Internationale Lagerkomitee (ILK), eine aus Kommunisten verschiedener Nationalitäten bestehende Widerstandsgruppe, beschließt, das Kind mit einem Transport in ein anderes Lager gehen zu lassen. Die Häftlinge Höfel und Kropinski, die in der Effektenkammer arbeiten, führen diesen Beschluss jedoch nicht aus und verstecken das Kind. Seine Entdeckung durch die SS hätte unweigerlich die Ermordung des Kindes und auch derer, die sein Leben bewahren wollen, zur Folge. Erst wird es in der Kleiderkammer, dann in einer Seuchenbaracke versteckt. Später wird es in einem Schweinekoben untergebracht.
Durch das Kind gerät die gesamte Widerstandsbewegung in Gefahr. Dennoch nehmen mehrere Häftlinge große persönliche Risiken auf sich, um das Kind zu retten. Höfel und Kropinski werden wochenlang schwer gefoltert, ohne das Kind und ihre Kameraden zu verraten. Auch der Häftling Pippig schweigt. Er stirbt an schwerer Folter durch die Gestapo. Der Häftling Rose wird aus Angst zum Verräter, der Häftling Wurach lässt sich von der SS zu Spitzeldiensten missbrauchen.
Daneben wird der Charakter der SS-Wächter dargestellt: Der Lagerführer Schwahl will alle Häftlinge auf einen Todesmarsch nach Dachau schicken und die Spuren der Verbrechen im Lager verwischen, Kluttig will alle Häftlinge töten lassen, Reineboth will untertauchen und sich den neuen politischen Gegebenheiten anpassen, Mandrak, genannt Mandrill, ein brutaler Folterer, will vor dem Ende noch seine im Block eingesperrten Gefangenen töten, und Zweiling schwankt zwischen der Furcht vor der Rache der Häftlinge und vor seinen eigenen Kameraden.
Als der Informant Wurach eine Todesliste mit 46 Namen zusammenstellt, die angeblich die geheime Widerstandsorganisation leiten, beschließt das ILK, die Gesuchten zu verstecken. Der Lagerälteste Krämer ist keiner der Köpfe des ILK, wird aber von der Lagerleitung dafür gehalten. Durch seine Persönlichkeit wird er von vielen Häftlingen respektiert. Im Unklaren über die Nähe der Front muss das ILK immer wieder abwägen zwischen einander widersprechenden Pflichten, dem Schutz des Einzelnen und der Verantwortung für die Gesamtheit der 50.000 Häftlinge. Die ersten Todesmärsche können nicht verhindert werden.
Als die Front nahe ist, befreien die Häftlinge das Lager mit Waffen, die sie gebaut oder ins Lager geschmuggelt haben. Sie holen Höfel und Kropinski aus dem Bunker. Auch das Kind wird aus seinem Versteck geholt.

## Hintergrund
Die Romanfiguren, die im Buch von Bruno Apitz erscheinen, tragen teilweise die Namen ehemaliger Mitgefangener des Autors, die dieser so ehren wollte. Mit der Wahl der Namen verdeutlichte Apitz auch den Charakter der jeweiligen Person (beispielsweise „Hauptscharführer Zweiling“).
Bei dem im Roman beschriebenen Jungen handelt es sich um Stefan Jerzy Zweig, der als Dreijähriger nach Buchenwald deportiert wurde. Eine weitere wichtige Person ist Walter Krämer.
Bruno Apitz hat seinen Text in Zusammenarbeit mit dem Komitee der antifaschistischen Widerstandskämpfer und seinem Lektor Martin Gustav Schmidt (später in Westdeutschland unter dem Namen Martin Gregor-Dellin bekannt geworden) mehrfach überarbeitet. Dabei spielten geschichtspolitische Rücksichten und Absichten verschiedener DDR-Institutionen eine entscheidende Rolle. Die komplizierte Entstehungsgeschichte des Buchs ist in der von der Historikerin Susanne Hantke herausgegebenen Neuauflage des Romans im Jahr 2012 dokumentiert. 2018 veröffentlichte Hantke eine umfassende Darstellung des Entstehungsprozesses, die sich unter anderem auf im Archiv der Akademie der Künste entdeckte Vorarbeiten von Apitz stützen kann. Die erste Veröffentlichung des Romans 1958 fiel mit der Eröffnung der Gedenkstätte Buchenwald zusammen.

## Ausgaben

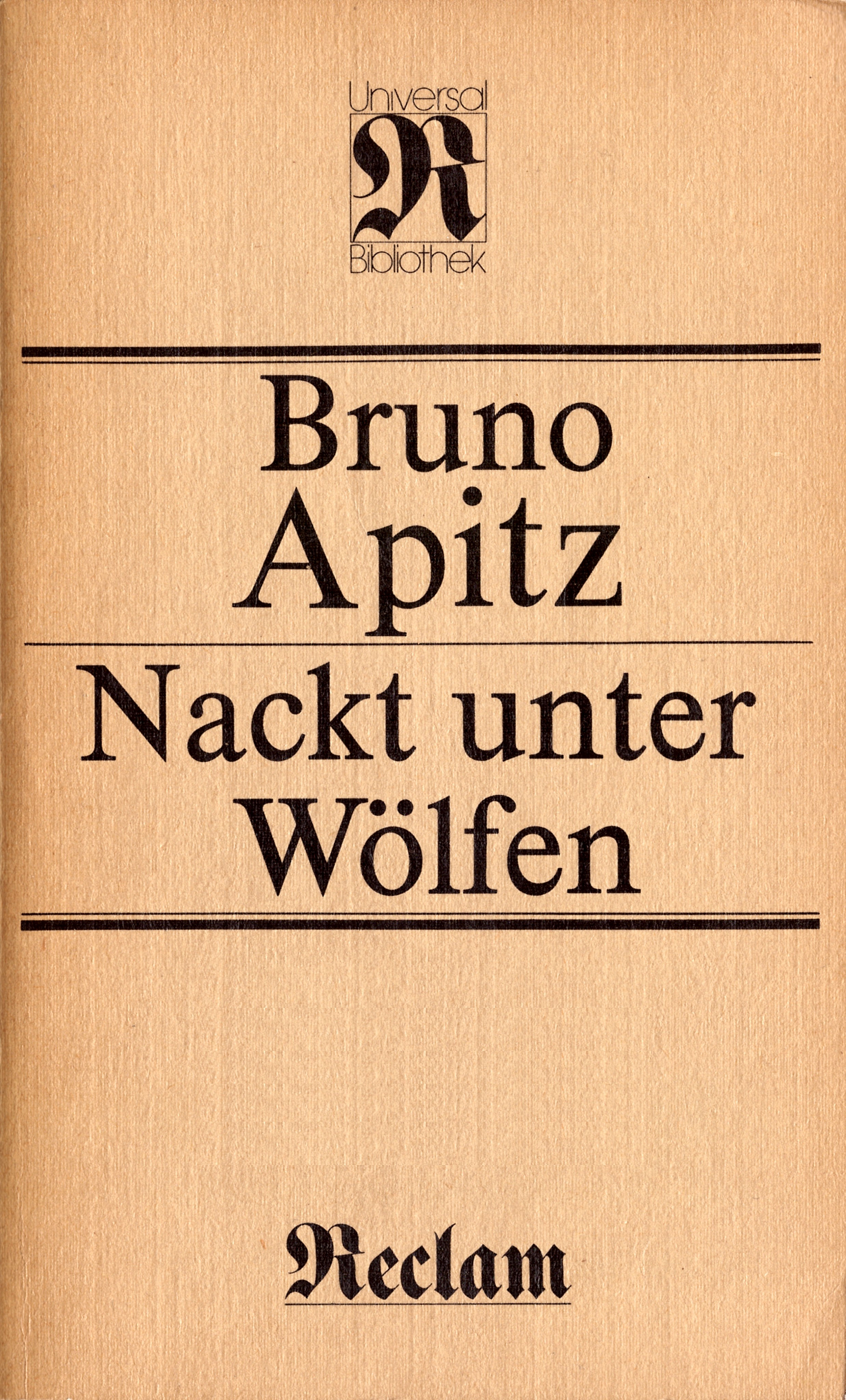
RUB-Nr. 92, Reclam Leipzig 1985

Bis 1990 erschienen 56 Auflagen im Mitteldeutschen Verlag, dazu 21 bei Reclam Leipzig und 11 als Lizenzausgabe in Köln. Damit ist Nackt unter Wölfen wahrscheinlich das auflagenstärkste belletristische Werk, das in der DDR entstand.
- Erstausgabe: Mitteldeutscher Verlag, Halle (Saale) 1958
- Nackt unter Wölfen, Roman – Reclam-Verlag Leipzig
  - 1. Auflage 1960 (RUB-Nr. 8731/8736 DNB 363284281)
  - bis 21. Auflage 1988 (RUB-Nr. 92 DNB 880525886, ISBN 3-379-00242-9)
- Erweiterte Neuausgabe auf Grundlage der Erstausgabe, mit Dokumentation der mehrfachen Bearbeitung und Überarbeitung des Ursprungstextes durch Bruno Apitz und einem Nachwort von Susanne Hantke und  Angela Drescher. Hrsg. von Susanne Hantke und Angela Drescher. Aufbau Verlag, Berlin 2012, ISBN 978-3-351-03390-3.

Übersetzungen
- Dänisch: Nøgen blandt ulve,
- Englisch: Naked among wolves, übersetzt von Edith Anderson. Berlin 1960.
- Esperanto: Nuda inter lupoj, übersetzt von Karl Schulze. Leipzig 1974.
- Finnisch: Alastomana susien parissa. 1961.
- Französisch: Nu parmi les loups, übersetzt von Y.-P. Loreilhe. Paris 1961.
- Italienisch: Nudo tra i lupi, übersetzt von Agnese Silvestri Giorgi. Mailand 1961.
- Litauisch: Nuogas tarp vilkų, Vilnius 1965.
- Portugiesisch: Nu entre lobos. Lissabon 1982.
- Russisch: Golye sredi volkov, Moskva, 1976
- Schwedisch: Naken bland vargar, übersetzt von Ture Nerman. Stockholm 1960.
- Türkisch: Kurtlar arasında çıplak, aus dem Englischen übersetzt von Alaattin Bilgi. Ankara 1986.
- Ungarisch: Farkasok közt védtelen, übersetzt von István Nagy Kristó 1960.
- Spanisch: Desnudo entre lobos, übersetzt von Ernesto Kroch. Montevideo 1966.

Nackt unter Wölfen erschien in 30 Sprachen und erreichte eine Gesamtauflage von mehr als zwei Millionen.

## Verfilmungen
1960Für den Deutschen Fernsehfunk erfolgte die Verfilmung des Romans unter der Regie von Georg Leopold. Darsteller: Fred Delmare, Hans-Peter Minetti, Peter Sturm.
1963Die DEFA verfilmte den Roman unter dem Titel Nackt unter Wölfen im Jahr 1963, u. a. mit Erwin Geschonneck, Fred Delmare, Armin Mueller-Stahl und Gerry Wolff in Hauptrollen unter der Regie von Frank Beyer.
2015Unter Federführung des Mitteldeutschen Rundfunks wurde der Stoff in der tschechischen Gedenkstätte Vojna Lešetice neu verfilmt. Als Grundlage dafür sollte das zu DDR-Zeiten nicht veröffentlichte, unlektorierte Manuskript von Apitz dienen. Das Drehbuch schrieb Stefan Kolditz, Regie führte Philipp Kadelbach, Produzent war u. a. Nico Hofmann. Die Premiere des Films war am 1. April 2015, zeitnah zum 70. Jahrestag der Befreiung des KZ Buchenwald.